# Andrew Drury
Andrew Drury (* 4. Dezember 1964 in Bellevue, Washington) ist ein US-amerikanischer Schlagzeuger, Perkussionist, Komponist und Musikpädagoge im Bereich des Jazz und der improvisierten Musik.

## Leben und Wirken
Drurys Familie lebte zunächst in den östlichen Suburbs von Seattle, bevor sie 1972 nach Bainbridge Island zog. 1976 begann Andrew Schlagzeug zu spielen: von 1979 bis 1982 hatte er mit seinem Jugendfreund Michael Sarin Unterricht bei Dave Coleman Sr. Ab 1980 beschäftigte er sich mit improvisierter und experimenteller Musik am heimischen Piano, mit dem er seitdem auch komponiert. Von 1983 bis 1988 studierte er bei Ed Blackwell an der Wesleyan University, wo er den Bachelor in American Studies erwarb; in Wesleyan studierte er außerdem bei Bill Barron, Bill Lowe, Ramnad Raghavan, Robert OMeally und Annie Dillard, ferner hatte er Schlagzeug-Unterricht bei Alan Dawson und Steve McCraven. 1991 erhielt er ein Stipendium des National Endowment for the Arts (NEA). In dieser Zeit begann seine Zusammenarbeit mit Musikern wie David Bindman, Jessica Lurie, Adam Lane, Sam Bardfeld, Will Holshauser und Ehran Elisha.
Drury lebte bis 1992 in Middletown, Connecticut, bis seine künftige Ehefrau Alissa Schwartz ihr Studium an der Wesleyan beendet hatte. In seiner Arbeit in Connecticut kombinierte er Musik, Lyrik, Kunst, Theater, Tanz und politische Aktivitäten. In der Soloperformance Thieves Die Like This (gefördert von der Middletown Arts Commission und der Centrum Foundation for the Arts) thematisierte er die Verwicklung der Vereinigten Staaten in den Bürgerkrieg in El Salvador. In seiner Reihe Earth Solos (1989) spielte er in den Wüsten und Gebirgen im Westen der USA. In dieser Zeit spielte er auch mit Brad Mehldau, Steve Davis, Mario Pavone, Joe Fonda, Nat Reeves, Phil Bowler, Stanton Davis, Wadada Leo Smith, Hotep Galeta, Wallace Roney, Vincent Herring, Chris Lightcap, Matt Moran, Giacomo Gates, Paul Flaherty, Hafez Modirzadeh, Kunle Mwanga, Anthony Braxton und Jackie McLean. Als Statement zur 500sten Wiederkehr der Entdeckung Amerikas 1492 durch Christoph Columbus initiierten Drury und Alissa Schwartz das Straßentheater-Programm Connect!, mit dem sie 1992/93 in Mittelamerika, Osteuropa und Skandinavien auftraten. Von 1993 bis 1999 lebte er im Raum Seattle, bevor er nach New York City zog. In den 1990er-Jahren arbeitete er u. a. mit Eyvind Kang, Wayne Horvitz, Wally Shoup, Michael Bisio, Buddy Catlett, François Houle, Jenny Scheinman und Pete Yellin; 1994/95 tourte er mit Jim Nolet. In den 2000er-Jahren arbeitete er an einem Tributalbum für Ed Blackwell (As We Speak); ferner arbeitete er in verschiedenen Projekten mit Brad Shepik, Briggan Krauss, Peggy Lee, Dylan van der Schyff, Avram Fefer, Reuben Radding, Tricia Woods und Jason Kao Hwang sowie mit dem Künstler Danijel Zezelj. Im Bereich des Jazz war er zwischen 1996 und 2011 an 15 Aufnahmesessions beteiligt.
Drury erhielt für seine Arbeit eine Reihe von Stipendien, u. a. vom National Endowment for the Arts, New York Foundation for the Arts, Washington State Arts Commission, Seattle Arts Commission, King County Arts Commission und dem Artist Trust. Seit 1989 unterrichtet Drury in verschiedenen Einrichtungen und auf Festivals in den USA, in Guatemala und Nicaragua. Von 1995 bis 1999 war er Artist in Residence der Washington State Arts Commission, 1997–99 der Very Special Arts Washington. Gegenwärtig unterrichtet er am Manhattan New Music Project und im Schulsystem des NYC School District im Programm Creative Music Educators.

## Diskographische Hinweise
- Polish Theater Posters (1998), mit Eyvind Kang
- Love of the New Gun (2001)
- A Momentary Lapse (2003), mit Eyvind Kang, Mark Dresser
- As We Speak: for Ed Blackwell (2003)
- My Fingers Will Be Your Tears (2004) mit Briggan Krauss, Myra Melford
- Renditions: 2004–2007 (solo)
- Andrew Drury/Sebastien Cirotteau/Wade Matthews: Bszent Hun (2005)
- Totem: Solar Forge (2008) mit Bruce Eisenbeil, Tom Blancarte
- Ernesto Rodrigues/Guilherme Rodrigues/Carlos Santos/Andrew Drury: Eterno Retorno (2007)
- Denman Maroney/James Ilgenfritz/Angelika Niescier/Andrew Drury: Mind Games (2012)
- Andrew Drury’s Content Provider (Soup & Sound, 2015)
- Andrew Drury’s Content Provider; Try (2018)
- Jason Kao Hwang: Blood (2018)
- Alan Braufman:  The Fire Still Burns (2020)